# Dyskografia Kelly Rowland
Artykuł przedstawia całkowitą dyskografię amerykańskiej wokalistki R&B Kelly Rowland. Artystka w sumie wydała cztery albumy studyjne, szesnaście solowych singli oraz osiemnaście solowych teledysków dzięki wytwórniom Universal Music oraz Sony Music.
Piosenkarka karierę muzyczną rozpoczęła w roku 1997, kiedy to stała się członkinią jednego z najpopularniejszych amerykańskich zespołów Destiny’s Child. Rowland zaczęła działać solowo w roku 2000, gościnnie użyczając wokalu w remiksie utworu „Separated” Avanta. Dwa lata później na światowych rynkach muzycznych ukazał się debiutancki solowy album wokalistki Simply Deep. Płyta zyskała przychylność krytyków i publiczności sprzedając się w nakładzie 2,5 miliona egzemplarzy na całym świecie. Kolejne wydawnictwo wokalistki, Ms. Kelly wydane zostało w roku 2007 i nie powtórzyło komercyjnego sukcesu poprzednika.

## Albumy studyjne
| Tytuł                                               | Informacje                                                                                  | Najwyższe pozycje na listach | Najwyższe pozycje na listach | Najwyższe pozycje na listach | Najwyższe pozycje na listach | Najwyższe pozycje na listach | Najwyższe pozycje na listach | Najwyższe pozycje na listach | Najwyższe pozycje na listach | Najwyższe pozycje na listach | Statusy                                               | Sprzedaż            |
| Tytuł                                               | Informacje                                                                                  | US                           | US R&B                       | AUS                          | GER                          | IRL                          | NLD                          | NZL                          | SWI                          | UK                           | Statusy                                               | Sprzedaż            |
| --------------------------------------------------- | ------------------------------------------------------------------------------------------- | ---------------------------- | ---------------------------- | ---------------------------- | ---------------------------- | ---------------------------- | ---------------------------- | ---------------------------- | ---------------------------- | ---------------------------- | ----------------------------------------------------- | ------------------- |
| Simply Deep                                         | - Wydany: 22 października 2002 - Wytwórnia: Columbia Records - Format: CD, digital download | 12                           | 3                            | 5                            | 14                           | 2                            | 16                           | 7                            | 17                           | 1                            | - AUS: Platyna - CAN: Złoto - UK: Platyna - US: Złoto | Światowa: 2.500.000 |
| Ms. Kelly                                           | - Wydany: 22 czerwca 2007 - Wytwórnia: Columbia Records - Format: CD, digital download      | 6                            | 2                            | 44                           | 80                           | 46                           | 61                           | –                            | 38                           | 23                           |                                                       | Światowa: 1.200.000 |
| Here I Am                                           | - Wydany: 26 lipca 2011 - Wytwórnia: Universal Motown - Format: CD, digital download        | 3                            | 1                            | 61                           | –                            | 87                           | –                            | –                            | 69                           | 43                           |                                                       |                     |
| Talk a Good Game                                    | - Wydany: 14 czerwca 2013 - Wytwórnia: Republic - Format: CD, digital download              | 4                            | 4                            | –                            | –                            | –                            | –                            | –                            | 74                           | 80                           |                                                       |                     |
| „–” album nie był notowany, bądź nie został wydany. |                                                                                             |                              |                              |                              |                              |                              |                              |                              |                              |                              |                                                       |                     |

## Kompilacje
| Tytuł                                   | Informacje o kompilacji                                                                       |
| --------------------------------------- | --------------------------------------------------------------------------------------------- |
| Simply Deep / Ms. Kelly: Deluxe Edition | - Wydana: 27 września 2010 - Format: Double CD - Wytwórnia: Columbia, Sony Music              |
| Work: The Best of Kelly Rowland         | - Wydana: 25 października 2010 - Format: CD, digital download - Wytwórnia: Camden, Sony Music |

## Minialbumy
- Ms. Kelly Deluxe Digital EP (2008)[19]

## Single
| Tytuł                                                | Rok  | Najwyższe pozycje na listach | Najwyższe pozycje na listach | Najwyższe pozycje na listach | Najwyższe pozycje na listach | Najwyższe pozycje na listach | Najwyższe pozycje na listach | Najwyższe pozycje na listach | Najwyższe pozycje na listach | Najwyższe pozycje na listach | Statusy                                                                                              | Album            |
| Tytuł                                                | Rok  | US                           | US R&B                       | AUS                          | GER                          | IRL                          | NLD                          | NZL                          | SWI                          | UK                           | Statusy                                                                                              | Album            |
| ---------------------------------------------------- | ---- | ---------------------------- | ---------------------------- | ---------------------------- | ---------------------------- | ---------------------------- | ---------------------------- | ---------------------------- | ---------------------------- | ---------------------------- | --- | ---------------- |
| „Dilemma” (featuring Nelly)                          | 2002 | 1                            | 1                            | 1                            | 1                            | 1                            | 1                            | 2                            | 1                            | 1                            | - AUS: 3× platyna - FRA: Złoto - GER: Złoto - NLD: Złoto - NZL: Platyna - SWI: Platyna - UK: Platyna | Simply Deep      |
| „Stole”                                              | 2002 | 27                           | 54                           | 2                            | 15                           | 3                            | 10                           | 3                            | 9                            | 2                            | - AUS: Platyna - NZL: Złoto                                                                          | Simply Deep      |
| „Can’t Nobody”                                       | 2003 | 97                           | 72                           | 13                           | 66                           | 15                           | 24                           | 38                           | 37                           | 5                            | - AUS: Złoto                                                                                         | Simply Deep      |
| „Train on a Track”                                   | 2003 | –                            | –                            | 61                           | 93                           | 44                           | 83                           | –                            | 67                           | 20                           | – | Simply Deep      |
| „Like This” (featuring Eve)                          | 2007 | 30                           | 7                            | 13                           | –                            | 5                            | 85                           | 11                           | 77                           | 4                            | – | Ms. Kelly        |
| „Ghetto” (featuring Snoop Dogg)                      | 2007 | –                            | –                            | –                            | –                            | –                            | –                            | –                            | –                            | –                            | – | Ms. Kelly        |
| „Work”                                               | 2008 | –                            | –                            | 6                            | 25                           | 12                           | 14                           | 10                           | 8                            | 4                            | - AUS: Platyna                                                                                       | Ms. Kelly        |
| „Daylight” (featuring Travis McCoy)                  | 2009 | –                            | –                            | 43                           | –                            | 43                           | –                            | –                            | –                            | 14                           | – | Ms. Kelly        |
| „Commander” (featuring David Guetta)                 | 2010 | –                            | –                            | 61                           | 16                           | 13                           | 66                           | 16                           | 46                           | 9                            | - NZL: Złoto                                                                                         | Here I Am        |
| „Forever and a Day”                                  | 2010 | –                            | –                            | –                            | –                            | –                            | –                            | –                            | –                            | 49                           | – | Here I Am        |
| „Motivation” (featuring Lil Wayne)                   | 2011 | 17                           | 1                            | –                            | –                            | –                            | –                            | –                            | –                            | –                            | - US: Platyna                                                                                        | Here I Am        |
| „Lay It on Me” (featuring Big Sean)                  | 2011 | –                            | 43                           | –                            | –                            | –                            | –                            | –                            | –                            | 69                           | – | Here I Am        |
| „Down for Whatever” (featuring The WAV.s)            | 2011 | –                            | –                            | –                            | 31                           | 16                           | –                            | –                            | 62                           | 6                            | – | Here I Am        |
| „Kisses Down Low”                                    | 2013 | 72                           | 25                           | –                            | –                            | –                            | –                            | –                            | –                            | –                            | – | Talk a Good Game |
| „Dirty Laundry”                                      | 2013 | –                            | 48                           | –                            | –                            | –                            | –                            | –                            | –                            | –                            | – | Talk a Good Game |
| „–” singel nie był notowany, bądź nie został wydany. |      |                              |                              |                              |                              |                              |                              |                              |                              |                              | |                  |

### Z gościnnym udziałem
| „Separated” (Avant featuring Kelly Rowland)                     | 2002 | 12 | 1  | –  | –  | –  | –  | –  | –  | –  | My Thoughts                       |
| „Une femme en prison” (Stomy Bugsy featuring Kelly Rowland)     | 2003 | –  | –  | –  | –  | –  | –  | –  | –  | –  | 4ème Round                        |
| „Here We Go” (Trina featuring Kelly Rowland)                    | 2005 | 17 | 8  | –  | –  | –  | –  | 17 | –  | 15 | Glamorest Life                    |
| „No Future in the Past” (Nâdiya featuring Kelly Rowland)        | 2008 | –  | –  | –  | –  | –  | –  | –  | –  | –  | Electron Libre                    |
| „Breathe Gentle” (Tiziano Ferro featuring Kelly Rowland)        | 2009 | –  | –  | –  | –  | –  | 7  | –  | –  | –  | Alla mia età                      |
| „When Love Takes Over” (David Guetta featuring Kelly Rowland)   | 2009 | 76 | –  | 6  | 2  | 1  | 5  | 7  | 1  | 1  | One Love                          |
| „Invincible” (Tinie Tempah featuring Kelly Rowland)             | 2010 | –  | –  | 38 | 39 | 13 | –  | 5  | 33 | 11 | Disc-Overy                        |
| „Gone” (Nelly featuring Kelly Rowland)                          | 2011 | –  | 59 | 55 | –  | –  | –  | –  | –  | 58 | 5.0                               |
| „What a Feeling” (Alex Gaudino featuring Kelly Rowland)         | 2011 | –  | –  | –  | –  | 38 | 66 | –  | –  | 6  | Magnificent                       |
| „Favor” (Lonny Bereal featuring Kelly Rowland)                  | 2011 | –  | 83 | –  | –  | –  | –  | –  | –  | –  | The Love Train                    |
| „Boo Thang” (Verse Simmonds featuring Kelly Rowland)            | 2011 | –  | 44 | –  | –  | –  | –  | –  | –  | –  | Kee Fionna                        |
| „Summer Dreaming 2012” (Project B featuring Kelly Rowland)      | 2012 | –  | –  | –  | 62 | –  | –  | –  | –  | –  |                                   |
| „How Deep Is Your Love” (Sean Paul featuring Kelly Rowland)     | 2012 | –  | –  | –  | –  | –  | –  | –  | 72 | –  | Tomahawk Technique                |
| „Representin” (Ludacris featuring Kelly Rowland)                | 2012 | 97 | 28 | –  | –  | –  | –  | –  | –  | –  | Ludaversal                        |
| „Mama Told Me” (Big Boi featuring Kelly Rowland)                | 2012 | –  | –  | –  | –  | –  | –  | –  | –  | –  | Vicious Lies and Dangerous Rumors |
| „Neva End (Remix)” (Future featuring Kelly Rowland)             | 2012 | 52 | 14 | –  | –  | –  | –  | –  | –  | –  | Pluto 3D                          |
| „Without Me” (Fantasia featuring Kelly Rowland & Missy Elliott) | 2013 | 74 | 26 | –  | –  | –  | –  | –  | –  | –  | Side Effects of You               |
| „One Life” (Madcon featuring Kelly Rowland)                     | 2013 | –  | –  | –  | 6  | –  | –  | –  | 39 | –  | Icon                              |
| „–” singel nie był notowany, bądź nie został wydany.            |      |    |    |    |    |    |    |    |    |    |                                   |

### Single charytatywne
| „Everywhere You Go” (wraz z Rhythm of Africa United) | 2010 | – | – | – | – | – | – | – | – | – | Singel charytatywny |
| „–” singel nie był notowany, bądź nie został wydany. |      |   |   |   |   |   |   |   |   |   |                     |

### Inne notowane piosenki
| Tytuł                       | Rok  | Najwyższe pozycje na listach | Najwyższe pozycje na listach |
| Tytuł                       | Rok  | US                           | US R&B                       |
| --------------------------- | ---- | ---------------------------- | ---------------------------- |
| „Grown Woman”               | 2010 | –                            | 51                           |
| „Ice” (featuring Lil Wayne) | 2012 | 88                           | 24                           |

## Gościnny wokal
| Piosenka                        | Rok  | Artysta                                                  | Album                               |
| ------------------------------- | ---- | -------------------------------------------------------- | ----------------------------------- |
| „Dilemma”                       | 2002 | Nelly, Kelly Rowland                                     | Nellyville                          |
| „This Is How I Feel”            | 2005 | Earth, Wind & Fire, Kelly Rowland, Big Boi, Sleepy Brown | Illumination                        |
| „All That I’m Lookin For”       | 2005 | Beyoncé, Kelly Rowland, Kitten Sera                      | The Katrina CD                      |
| „You Will Win”                  | 2006 | Kelly Rowland                                            | Spirit Rising Vols. 1 & 2           |
| „Your Love (So Crazy)”          | 2007 | Bone Thugs-n-Harmony, Kelly Rowland                      | Uni-5 The Prequel CD                |
| „It’s the Way You Love Me”      | 2009 | David Guetta, Kelly Rowland                              | One Love                            |
| „Choose”                        | 2009 | David Guetta, Ne-Yo, Kelly Rowland                       | One Love                            |
| „Wonderful Christmastime”       | 2010 | Kelly Rowland                                            | Now That’s What I Call Christmas! 4 |
| „Castle Made of Sand”           | 2011 | Pitbull, Kelly Rowland, Jamie Drastik                    | Planet Pit                          |
| „Mine Games”                    | 2012 | Rick Ross, Kelly Rowland                                 | Rich Forever                        |
| „Number One”                    | 2012 | Mike WiLL Made It                                        | Est. In 1989 2.5                    |
| „Ain’t No Mountain High Enough” | 2013 | Michael Bolton, Kelly Rowland                            | Ain’t No Mountain High Enough       |
| „Where Have You Been”           | 2013 | The-Dream, Kelly Rowland                                 | IV Play                             |

## Wideografia

### DVD
| Tytuł                      | Informacje o albumie                                                                                                   |
| -------------------------- | --- |
| BET Presents Kelly Rowland | - Wydany: 3 lipca 2010 - Wytwórnia: Columbia Records - Format: CD + DVD - BET kulisy, wywiady, teledyski oraz występy. |

### Teledyski
| Tytuł                  | Rok  | Reżyser              |
| ---------------------- | ---- | -------------------- |
| „Dilemma”              | 2002 | Benny Boom           |
| „Stole”                | 2002 | Sanaa Hamri          |
| „Can’t Nobody”         | 2003 | Benny Boom           |
| „Train on a Track”     | 2003 | Antti Jokinen        |
| „Like This”            | 2007 | Mike Ruiz            |
| „Ghetto”               | 2007 | Andrew Gura          |
| „Comeback”             | 2007 | Philip Andelman      |
| „Work”                 | 2007 | Philip Andelman      |
| „Daylight”             | 2007 | Jeremy Rall          |
| „Commander”            | 2010 | Masashi Muto         |
| „Rose Colored Glasses” | 2010 | John "Rankin" Wadell |
| „Forever and a Day”    | 2010 | Sarah Chatfield      |
| „Motivation”           | 2011 | Sarah Chatfield      |
| „Lay It on Me”         | 2011 | Sarah Chatfield      |
| „Down for Whatever”    | 2011 | Sarah Chatfield      |
| „Keep It Between Us”   | 2012 | David Dang           |
| „Ice”                  | 2012 | Matthew Rolston      |
| „Kisses Down Low”      | 2013 | Colin Tilley         |
| „Dirty Laundry”        | 2013 | Sarah McColgan       |

Z gościnnym udziałem
| Tytuł                   | Rok  | Reżyser                  | Artysta                                        |
| ----------------------- | ---- | ------------------------ | ---------------------------------------------- |
| „Separated (Remix)”     | 2000 | J. Jesses Smith          | Avant (feat. Kelly Rowland)                    |
| „Here We Go”            | 2005 | Nick Quested             | Trina (feat. Kelly Rowland)                    |
| „Get Me Bodied”         | 2007 | Anthony Mandler, Beyoncé | Beyoncé (występ gościnny)                      |
| „No Future in the Past” | 2008 | Thierry Vergnes          | Nâdiya (& Kelly Rowland)                       |
| „No Substitute Love”    | 2008 | Jake McAfee              | Estelle (występ gościnny)                      |
| „Breathe Gentle”        | 2009 | Gaetano Morbioli         | Tiziano Ferro (feat. Kelly Rowland)            |
| „When Love Takes Over”  | 2009 | Jonas Åkerlund           | David Guetta (feat. Kelly Rowland)             |
| „Baby by Me”            | 2009 | Chris Robinson           | 50 Cent (feat. Ne-Yo) (występ gościnny)        |
| „Everywhere You Go”     | 2010 | Andrew Wessels           | Kelly Rowland (& Rhythm of Africa)             |
| „Invincible”            | 2010 | Josh Kasselman           | Tinie Tempah (feat. Kelly Rowland)             |
| „Gone”                  | 2011 | Marc Klasfeld            | Nelly (feat. Kelly Rowland)                    |
| „What a Feeling”        | 2011 | Frank Gatson             | Alex Gaudino (feat. Kelly Rowland)             |
| „Favor”                 | 2011 | Juwan Lee                | Lonny Bereal (feat. Kelly Rowland)             |
| „Boo Thang”             | 2011 | Gil Green                | Verse Simmonds (feat. Kelly Rowland)           |
| „Party”                 | 2011 | Alan Ferguson            | Beyoncé (występ gościnny)                      |
| „Heart Attack”          | 2012 | Benny Boom               | Trey Songz (występ gościnny)                   |
| „Summer Dreaming”       | 2012 | Annick Wolfers           | Project B (feat. Kelly Rowland)                |
| „How Deep Is Your Love” | 2012 | Juwan Lee                | Sean Paul (feat. Kelly Rowland)                |
| „Representin”           | 2012 | Christopher Sims         | Ludacris (feat. Kelly Rowland)                 |
| „Mama Told Me”          | 2012 | Syndrome                 | Big Boi (feat. Kelly Rowland)                  |
| „Neva End (Remix)”      | 2012 | Eric White               | Future (feat. Kelly Rowland)                   |
| „Make Love to Me”       | 2012 | Frank Gatson             | Luke James (występ gościnny)                   |
| „One Life”              | 2013 | Ray Kay                  | Madcon (feat. Kelly Rowland)                   |
| „Without Me”            | 2013 | Gomillion and Leupold    | Fantasia (feat. Kelly Rowland & Missy Elliott) |